# Felicità
Pour les articles homonymes, voir Felicità (homonymie).

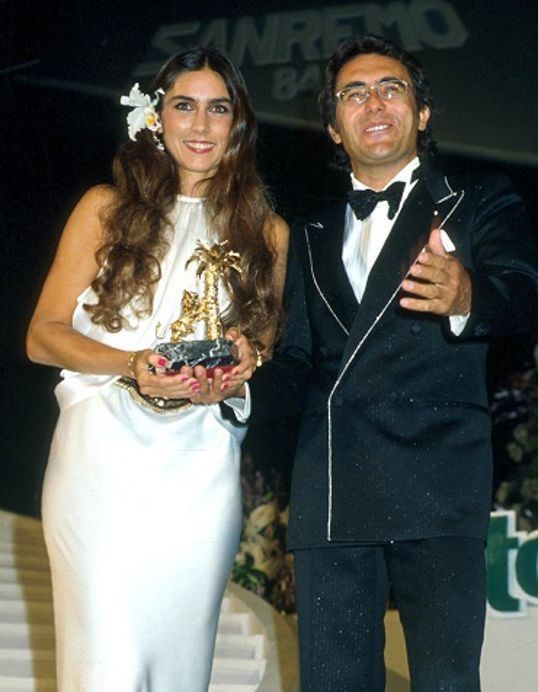
Romina Power and Al Bano au Sanremo Music Festival en 1984.

Felicità (Bonheur en italien) est une chanson italienne du duo Al Bano et Romina Power (alors couple dans la vie) de l'été 1982, et fut classée deuxième au Festival de Sanremo.
Auteurs/Compositeurs : Cristiano Minellono, Dario Farina, Gianni Stefani.

## Reprises et parodies
Le Bébête show avait fait une parodie en 1983 : La politica, avec comme paroles C'est Fabius aux finances, Mauroy en vacances, La politica...
En 2004, la chanson a été reprise par Eve Angeli (Une chanson dans le cœur) et Al Bano l'a rechantée avec Francine Jordi.
En 2011, Julien Cazarre a parodié cette chanson pour rendre un hommage a un joueur de Saint-Étienne, Bănel Nicoliță.

## Cinéma et télévision
Felicità figure dans la musique du film Houria réalisé par Mounia Meddour (2023) ainsi que dans la série Berlin. 
Elle est aussi utilisée dans le film Irréductible réalisé par Jérôme Commandeur (2022).